# Saison 2015 des Giants de New York
Chronologie
Précédent Suivant
La saison 2015 des Giants de New York est la 91e saison de la franchise au sein de la National Football League.
Il s'agit de la 6e saison jouée au MetLife Stadium à East Rutherford dans le New Jersey, la 12e et dernière sous la direction de l'entraîneur principal Tom Coughlin.
Depuis la saison 2011 et leur victoire au Super Bowl XLVII, les Giants n'ont plus participé aux playoffs.
L'objectif de la saison 2015 était donc simple : se qualifier pour les playoffs.
Pour honorer les regrettés Frank Gifford et Ann Mara, tous deux décédés en début d'année 2015, les Giants ont ajouté sur leurs casques un autocollant numéro 16 (numéro porté par Frank Gifford) ainsi qu'un écusson sur leur maillot (en référence à Ann Mara).
Les Giants commencent leur saison par deux défaites pour la troisième année consécutive. Ils deviennent également la première équipe de l'histoire de la NFL à perdre deux matchs consécutifs alors qu'ils menaient chaque fois à l'entame du dernier quart-temps avec au moins 10 points d'avance. Ils rebondissent néanmoins en gagnant les trois rencontres suivantes avant de perdre chez leur rivaux les Eagles de Philadelphie.
La saison 2015 des Giants sera marquée par leur incapacité à tuer les matchs. En effet, ils perdront 5 matchs alors qu'ils menaient ceux-ci à 2 minutes de la fin de la rencontre. Ces défaites concerne le match inaugural à Dallas, leur rencontre à domicile contre les Falcons, un déplacement à La Nouvelle-Orléans et deux défaites à domicile contre les Patriots et les Jets.
Le 26 décembre, le titre de la division NFC East est attribué aux Redskins ce qui élimine d'office les Giants de la course aux playoffs pour la quatrième saison consécutive.
Le 14 janvier 2016, les Giants annoncent que Ben McAdoo sera le nouvel entraîneur principal en remplacement de Tom Coughlin démissionnaire la semaine précédente.

## Free Agency
|  | Giants ayant (re)signé |

Joueurs FA ayant quitté la franchise :
| Postes | Joueurs             | Statuts | Dates         | Destinations                                          |
| ------ | ------------------- | ------- | ------------- | ----------------------------------------------------- |
| CB     | Walter Thurmond III | UFA     | 11 mars 2015  | Philadelphia Eagles,                                  |
| SS     | Antrel Rolle        | UFA     | 12 mars 2015  | Chicago Bears,                                        |
| OT     | James Brewer        | UFA     | 16 mars 2015  | New York Jets,                                        |
| OLB    | Spencer Paysinger   | UFA     | 2 avril 2015  | Miami Dolphins,                                       |
| CB     | Zack Bowman         | UFA     | 13 avril 2015 | Miami Dolphins,                                       |
| FS     | Stevie Brown        | UFA     | 29 avril 2015 | Houston Texans Libéré par les Texans le 28 août 2015, |
| FS     | Quintin Demps       | UFA     | 19 août 2015  | Houston Texans,                                       |

Joueurs FA ayant (re)signé chez les Giants :
| Postes | Joueurs FA          | Anciennes équipes saison 2014             | Remarques (Infos, date, durées et termes des contrats)                |
| ------ | ------------------- | ----------------------------------------- | --------------------------------------------------------------------- |
| DE     | Jason Pierre-Paul   | NYG                                       | Franchise Tag le 2 mars 2015                                          |
| TE     | Larry Donnell       | NYG                                       | A resigné pour 1 an le 4 mars 2015                                    |
| RB     | Shane Vereen        | Patriots New England                      | A signé pour 3 ans,                                                   |
| OLB    | Jonathan Casillas   | Tampa Bay Buccaneers/Patriots New England | A signé pour 3 ans,                                                   |
| WR/KR  | Dwayne Harris       | Dallas Cowboys                            | A signé pour 5 ans,                                                   |
| RT     | Marshall Newhouse   | Cincinnati Bengals                        | A signé pour 2 ans,                                                   |
| LB     | JT Thomas           | Jacksonville Jaguars                      | A signé pour 3 ans,                                                   |
| RB     | Chris Ogbonnaya     | NYG                                       | A resigné pour 1 an le 11 mars 2015 mais libéré le 11 mai 2015,       |
| LB     | Mark Herzlich       | NYG                                       | A resigné pour 2 ans le 11 mars 2015,                                 |
| FB     | Henry Hynoski       | NYG                                       | A resigné pour 2 ans le 11 mars 2015 mais libéré le 5 septembre 2015, |
| CB     | Chykie Brown        | NYG                                       | A resigné pour 2 ans le 16 mars 2015,                                 |
| OG     | John Jerry          | NYG                                       | A resigné pour 2 ans le 16 mars 2015,                                 |
| DT     | Kenrick Ellis       | New York Jets                             | A signé pour 1 an le 18 mars 2015,                                    |
| TE     | Daniel Fells        | NYG                                       | A resigné pour 1 an le 19 mars 2015,                                  |
| DE     | George Selvie       | Dallas Cowboys                            | A signé pour 1 an le 20 mars 2015,                                    |
| DB     | Josh Gordy (FA)     | Indianapolis Colts                        | A signé le 15 avril 2015,                                             |
| C      | Brett Jones (en)    | Stampeders de Calgary (LCF)               | A signé le 11 février 2015,                                           |
| ILB    | Ryan Jones          | Baltimore Ravens                          | A signé le 15 avril 2015 mais libéré le 6 juin 2015,                  |
| S      | Jeromy Miles        | Baltimore Ravens                          | A signé le 15 juillet 2015 mais libéré le 5 septembre 2015,           |
| WR     | James Jones         | Oakland Raiders                           | A signé le 31 juillet mais libéré le 5 septembre 2015,                |
| WR     | Derrick Johnson     | Patriots New England                      | A signé le 2 août 2015 mais libéré le 1er septembre 2015,             |
| SS     | Brandon Meriweather | Washington Redskins                       | A signé le 16 août 2015,                                              |
| DT     | Jason Staten        | Seattle Seahawks                          | A signé le 19 août 2015 mais libéré le 1er septembre 2015,            |
| OLB    | Ashlee Palmer       | Detroit Lions                             | A signé le 24 août 2015 mais libéré le 5 septembre 2015,              |

Giants (non FA) ayant resigné :
| Postes | Joueurs         | Remarques                                                   |
| ------ | --------------- | ----------------------------------------------------------- |
| WR     | Kevin Ogletree  | Resigné 1 an le 17 février 2015, mais libéré le 11 mai 2015 |
| OL     | Dallas Reynolds | Resigné pour 1 an le 19 février 2015                        |

Undrafted Free Agent (UDFA) ayant signé aux Giants :
| Postes | Joueurs        | Universités                        | Remarques                                                                                         |
| ------ | -------------- | ---------------------------------- | ------------------------------------------------------------------------------------------------- |
| T      | Sean Donnelly  | Tulane                             | 7 mai 2015 mais libéré le 5 septembre 2015,                                                       |
| S      | Justin Currie  | Western Michigan                   | 7 mai 2015, libéré le 15 juillet 2015,re-signé le 23 juillet 2015 mais re-libéré le 24 août 2015, |
| LB     | Cole Farrand   | Maryland                           | 7 mai 2015, libéré le 5 septembre 2015,                                                           |
| RB     | Akeem Hunt     | Purdue                             | 7 mai 2015, blessé (IR),                                                                          |
| DE     | Brad Harrah    | Cincinnati                         | 7 mai 2015, libéré le 1er août 2015,                                                              |
| TE     | Matt Lacosse   | Illinois                           | 7 mai 2015, libéré le 1er août 2015,                                                              |
| TE     | Will Tye       | Seawolfs de Stony Brook U.         | 11 mai 2015, libéré le 1er septembre 2015,                                                        |
| DT     | Carlif Taylor  | Owls de Southern Connecticut State | 11 mai 2015,                                                                                      |
| RB     | Kenneth Harper | Temple                             | 11 mai 2015, libéré le 7 août 2015,                                                               |
| WR     | Ben Edwards    | Spiders de Richmond                | 11 mai 2015, libéré le 31 juillet 2015,                                                           |
| OLB    | Tony Johnson   | Louisiana Tech                     | Signé comme Free Agent le 11 juin 2015, libéré le 24 août 2014,                                   |
| DE     | Brad Bars      | Penn State                         | 2 août 2015, libéré le 5 septembre 2015,                                                          |
| FS     | Justin Halley  | Florida International              | 7 août 2015, libéré le 5 septembre 2015,                                                          |
| FS     | C.J. Conway    | Montclair State                    | 24 août 2015, libéré le 5 septembre 2015,                                                         |

Joueurs libérés par les Giants (cut/released/waived):
| Postes | Joueurs                 | Dates           | Remarques |
| ------ | ----------------------- | --------------- | --- |
| RB     | David Wilson            | 11 février 2015 | Drafté au 1er tour en 2012 (32e choix général) - 21 matchs joués pour les NYG. Il détient les records de la franchise pour : - le + grand nombre de yards retournés sur kickoff (1 533 yards) - le + grand total de yards parcourus en attaque sur une saison par un rookie (1 925 yards) . |
| DE     | Mathias Kiwanuka        | 24 février 2015 | Drafté au 1er tour en 2006 (32e choix général) - 120 matchs joués pour les NYG, avec 82 titularisations pour un total 464 placages, 38,5 sacks (le 9e meilleur total de l’histoire de la franchise), 3 interceptions, 13 fumbles forcés et 3 recouverts - 2 bagues : en 2008 et en 2012,.   |
| RB     | Peyton Hillis           | 25 février 2015 | Arrivé des Tampa Bay Buccaneers en milieu de saison 2013. Il jouera au total 16 matchs sur les deux saisons, n'inscrivant que 2 TDs (en 2013). Il effectuera un total de 99 courses pour 362 yards,.                                                                                        |
| C      | JD Walton               | 2 mars 2015     | Arrivé en 2014 des Washington Redskins, il a joué tous les matchs de la saison écoulée. |
| OT     | Rogers Gaines           | 11 mars 2015    | Signé le 31 mai 2014 - N'a jamais été sélectionné en match officiel pour les NYG. |
| CB     | Travis Howard           | 11 mars 2015    | Signé dans la practice squad de NYG le 25 déc. 2013 et comme réserve/future contrat le 20 déc. 2014. N'a jamais été sélectionné en match officiel pour les NYG. |
| DE     | Paul Hazel              | 15 avril 2015   | Arrivé des Jaguars en 2014 (UFA 2013). |
| DB     | Josh Victorian          | 15 avril 2015   | Arrivé des Ravens en 2014 (UFA 2011). |
| RB     | Michaël Cox             | 27 avril 2015   | Drafté au 7e tour en 2013 (253e choix global), a joué pour les Giants, 14 matchs en 2013 et seulement 4 matchs en 2014 (à la suite d'une jambe cassée en novembre contre les Seahawks de Seattle) pour un total de 76 yards en 26 courses.                                                  |
| LB     | Terrell Manning         | 7 mai 2015      | Drafté en 2012 au (5e tour 163e par Grenn Bay, arrivé en 201 4chez les Giants mais n'y a jamais joué en match officiel - Waived. |
| WR     | Kevin Ogletree          | 7 mai 2015      | UDFA par Dallas en 2009, arrivé en 2014 chez les Giants mais n'y a jamais joué en match officiel - Contrat terminé et non renouvelé. |
| RB     | Chris Ogbonnaya         | 11 mai 2015     | Arrivé des Panthers de la Caroline courant 2014, n'a été sélectionné que pour 2 matchs et n'a pas joué. Contrat terminé et non renouvelé. |
| LB     | James Davidson          | 11 mai 2015     | UDFA arrivant des Wolverines du Michigan début 2014 mais n'a pas joué de match pour les Giants - Waived |
| DB     | Thomas Gordon           | 11 mai 2015     | N'a pas joué de match pour les Giants - Waived |
| OLB    | Ryan Jones (FA)         | 5 juin 2015     | Arrivé des Baltimore Ravens le 15 avril 2015 mais libéré (waived) peu de temps après. |
| OG     | Adam Snyder (UFA)       |                 | non signé ailleurs, |
| DT     | Mike Patterson (UFA     |                 | non signé ailleurs, |
| OLB    | Jacquian Williams (UFA) |                 | non signé ailleurs, |
| WR     | Jerrel Jernigan (UFA)   |                 | non signé ailleurs, |
| CB     | Chandler Fenner (ERFA)  | 4 mars 2015     | , |
| FS     | Quintin Demps (UFA)     |                 | , |
| WR     | Marcus Harris           | 15 juillet 2015 | Libéré (blessé), |
| OT     | Trop Kropog             | 31 juillet 2015 | , |
| WR     | Chris Harper            | 7 août 2015     | , |
| K      | Chris Boswell           | 16 août 2015    | , |

## Draft 2015
|  | Joueur ayant intégré le roster final |

| Tours | Sélections | Choix global | Joueurs             | Postes | Universités   | Notes                                             |
| ----- | ---------- | ------------ | ------------------- | ------ | ------------- | ------------------------------------------------- |
| 1     | 9          | 9            | Ereck Flowers       | OT     | Miami         |                                                   |
| 2     | 1          | 33           | Landon Collins      | S      | Alabama       | Trade up (choix no 40, 108 et 245) avec Tennessee |
| 3     | 10         | 74           | Owamagbe Odighizuwa | DE     | UCLA          |                                                   |
| 4     | 9          | 108          | -                   | -      | -             | Tour donné à Tennessee                            |
| 5     | 8          | 144          | Mykkele Thompson    | DB     | Texas         |                                                   |
| 6     | 10         | 186          | Geremy Davis        | WR     | Connecticut   |                                                   |
| 7     | 9          | 226          | Bobby Hart          | OT     | Florida State |                                                   |
| 7     | 28         | 245          | -                   | -      | -             | Tour donné à Tennessee                            |

- Note : Les Giants ont acquis une tour de sélection supplémentaire au 7e tour (choix global no 245) à la suite du transfert du kicker Brandon McManus aux Broncos de Denver.

## Le Roster
Joueurs n'ayant pas été repris dans le roster final à la suite de la dernière coupe du 5 septembre 2015 et des derniers transferts :
| - Henry Hynoski - Contract terminated - FB | - Preston Parker - Contract terminated 09/22/2015 - WR |

## Les résultats

### L'avant saison[36]
| Semaines                                          | Dates       | Heures        | Adversaires            | Résultats | Résultats    | Lieux              | TVs | NFL.com résumés |
| Semaines                                          | Dates       | Heures        | Adversaires            | Scores    | Statistiques | Lieux              | TVs | NFL.com résumés |
| ------------------------------------------------- | ----------- | ------------- | ---------------------- | --------- | ------------ | ------------------ | --- | --------------- |
| 1                                                 | 14 août     | 07:30 p.m. ET | @ Cincinnati Bengals   | P 10-23   | 0 - 1        | Paul Brown Stadium | -   | Résumé vidéo    |
| 2                                                 | 22 août     | 07:30 p.m. ET | Jacksonville Jaguars   | G 22-12   | 1 - 1        | MetLife Stadium    | -   | Résumé vidéo    |
| 3                                                 | 29 août     | 07:00 p.m. ET | New York Jets          | P 18-28   | 1 - 2        | MetLife Stadium    | -   | Résumé vidéo    |
| 4                                                 | 3 septembre | 07:30 p.m. ET | @ New England Patriots | G 12-9    | 2 - 2        | Gillette Stadium   | -   | Résumé vidéo    |
| Bilan de l'avant-saison : 2 victoires, 2 défaites |             |               |                        |           |              |                    |     |                 |

### La saison régulière
| Saison Régulière 2015                                         |                                 |                   |                   |                   |                                     |
| Dates                                                         | Matchs                          | Résultats         | Stat. Globales    | Stat. Division    | Remarques                           |
| 13 septembre                                                  | Dallas Cowboys                  | P 36-37           | 0-1               | 0-1               | Match de division NFC Est           |
| 20 septembre                                                  | @ Atlanta Falcons               | P 20-24           | 0-2               | 0-1               | Match de Conférence (NFC Sud)       |
| 24 septembre                                                  | Washington Redskins             | G 32-21           | 1-2               | 1-1               | Match de division NFC Est           |
| 4 octobre                                                     | @ Buffalo Bills                 | G 24-10           | 2-2               | 1-1               | Match inter conférences (AFC Est)   |
| 11 octobre                                                    | San Francisco 49ers             | G 30-27           | 3-2               | 1-1               | Match de Conférence (autres 3e NFC) |
| 19 octobre                                                    | @ Philadelphia Eagles           | P 7-27            | 3-3               | 1-2               | Match de division NFC Est           |
| 25 octobre                                                    | Dallas Cowboys                  | G 27-20           | 4-3               | 2-2               | Match de division NFC Est           |
| 1er novembre                                                  | @ Saints de La Nouvelle-Orléans | P 49-52           | 4-4               | 2-2               | Match de Conférence (NFC Sud)       |
| 8 novembre                                                    | @ Tampa Bay Buccaneers          | G 32-18           | 5-4               | 2-2               | Match de Conférence (NFC Sud)       |
| 15 novembre                                                   | New England Patriots            | P 26-27           | 5-5               | 2-2               | Match inter conférences (AFC Est)   |
| 22 novembre                                                   | WEEK-END DE REPOS               | WEEK-END DE REPOS | WEEK-END DE REPOS | WEEK-END DE REPOS | WEEK-END DE REPOS                   |
| 29 novembre                                                   | @ Washington Redskins           | P 14-20           | 5-6               | 2-3               | Match de division NFC Est           |
| 6 décembre                                                    | New York Jets                   | P 20(ET)23        | 5-7               | 2-3               | Match inter conférences (AFC Est)   |
| 14 décembre                                                   | @ Miami Dolphins                | G 31-24           | 6-7               | 2-3               | Match inter conférences (AFC Est)   |
| 20 décembre                                                   | Carolina Panthers               | P 35-32           | 6-8               | 2-3               | Match de Conférence (NFC Sud)       |
| 27 décembre                                                   | @ Minnesota Vikings             | P 17-49           | 6-9               | 2-3               | Match de Conférence (autres 3e NFC) |
| 3 janvier                                                     | Philadelphia Eagles             | P 30-35           | 6-10              | 2-4               | Match de division NFC Est           |
| Bilan de la saison : 6 victoires, 10 défaites, pas de playoff |                                 |                   |                   |                   |                                     |

## Les Play-offs
Pas de playoff pour la 4e année consécutive pour les Giants.

## Joueurs distingués
Ont été sélectionnés pour le Pro Bowl 2016 :
- Odell Beckham Jr., WR
- Eli Manning, QB
- Dominique Rodgers-Cromartie, CB
- Josh Brown, K

Il a été sélectionné par AP dans la 2e équipe All-Pros :
- Odell Beckham Jr., WR

## Les Classements 2015[39]

### Division NFC Est
| Équipes             | G | P  | N | PF/PA   | TD | Div. (G-P) | Conf. (G-P) | Home (G-P) | Away (G-P) |
| ------------------- | - | -- | - | ------- | -- | ---------- | ----------- | ---------- | ---------- |
| Washington Redskins | 9 | 7  | 0 | 388/379 | 44 | 4 - 2      | 8 - 4       | 6 - 2      | 3 - 5      |
| Philadelphia Eagles | 7 | 9  | 0 | 377/430 | 45 | 3 - 3      | 4 - 8       | 3 - 5      | 4 - 4      |
| New York Giants     | 6 | 10 | 0 | 420/442 | 47 | 2 - 4      | 4 - 8       | 3 - 5      | 3 - 5      |
| Dallas Cowboys      | 4 | 12 | 0 | 275/374 | 26 | 3 - 3      | 3 - 9       | 1 - 7      | 3 - 5      |

### Conférence NFC[40]
| Classement final de la saison régulière 2015 de la NFC | Classement final de la saison régulière 2015 de la NFC | Classement final de la saison régulière 2015 de la NFC | Classement final de la saison régulière 2015 de la NFC | Classement final de la saison régulière 2015 de la NFC | Classement final de la saison régulière 2015 de la NFC | Classement final de la saison régulière 2015 de la NFC | Classement final de la saison régulière 2015 de la NFC | Classement final de la saison régulière 2015 de la NFC | Classement final de la saison régulière 2015 de la NFC | Classement final de la saison régulière 2015 de la NFC | Classement final de la saison régulière 2015 de la NFC | Classement final de la saison régulière 2015 de la NFC |
| Rang                                                   | Équipes                                                | Divisions                                              | G                                                      | P                                                      | N                                                      | Pct.                                                   | Div. (G-P)                                             | Conf. (G-P)                                            | Pts. Pour                                              | Pts. Contre                                            | Dif. Pts.                                              | TD                                                     |
| ------------------------------------------------------ | ------------------------------------------------------ | ------------------------------------------------------ | ------------------------------------------------------ | ------------------------------------------------------ | ------------------------------------------------------ | ------------------------------------------------------ | ------------------------------------------------------ | ------------------------------------------------------ | ------------------------------------------------------ | ------------------------------------------------------ | ------------------------------------------------------ | ------------------------------------------------------ |
| Gagnants des Divisions                                 |                                                        |                                                        |                                                        |                                                        |                                                        |                                                        |                                                        |                                                        |                                                        |                                                        |                                                        |                                                        |
| 1                                                      | z* – Carolina Panthers                                 | NCS                                                    | 15                                                     | 1                                                      | 0                                                      | .938                                                   | 5 - 1                                                  | 11 - 1                                                 | 500                                                    | 308                                                    | 192                                                    | 59                                                     |
| 2                                                      | z – Arizona Cardinals                                  | NCW                                                    | 13                                                     | 3                                                      | 0                                                      | .813                                                   | 4 - 2                                                  | 11 - 1                                                 | 489                                                    | 313                                                    | 176                                                    | 58                                                     |
| 3                                                      | z – Minnesota Vikings                                  | NCN                                                    | 11                                                     | 5                                                      | 0                                                      | .688                                                   | 5 - 1                                                  | 8 - 4                                                  | 365                                                    | 302                                                    | 63                                                     | 38                                                     |
| 4                                                      | z – Washington Redskins                                | NCE                                                    | 9                                                      | 7                                                      | 0                                                      | .563                                                   | 4 - 2                                                  | 8 - 4                                                  | 388                                                    | 379                                                    | 9                                                      | 44                                                     |
| Wild cards                                             |                                                        |                                                        |                                                        |                                                        |                                                        |                                                        |                                                        |                                                        |                                                        |                                                        |                                                        |                                                        |
| 5                                                      | y – Green Bay Packers                                  | NCN                                                    | 10                                                     | 6                                                      | 0                                                      | .625                                                   | 3 - 3                                                  | 7 - 5                                                  | 368                                                    | 323                                                    | 45                                                     | 42                                                     |
| 6                                                      | y – Seattle Seahawks                                   | NCN                                                    | 10                                                     | 6                                                      | 0                                                      | .625                                                   | 3 - 3                                                  | 7 - 5                                                  | 423                                                    | 277                                                    | 146                                                    | 49                                                     |
| Non qualifiés pour les playoffs                        |                                                        |                                                        |                                                        |                                                        |                                                        |                                                        |                                                        |                                                        |                                                        |                                                        |                                                        |                                                        |
| 7                                                      | Atlanta Falcons                                        | NCs                                                    | 8                                                      | 8                                                      | 0                                                      | .500                                                   | 1 - 5                                                  | 5 - 7                                                  | 339                                                    | 345                                                    | -6                                                     | 38                                                     |
| 8                                                      | St, Louis Rams                                         | NCW                                                    | 7                                                      | 9                                                      | 0                                                      | .438                                                   | 4 - 2                                                  | 6 - 6                                                  | 280                                                    | 330                                                    | -50                                                    | 31                                                     |
| 9                                                      | Detroit Lions                                          | NCN                                                    | 7                                                      | 9                                                      | 0                                                      | .438                                                   | 3 - 3                                                  | 6 - 6                                                  | 358                                                    | 400                                                    | -42                                                    | 42                                                     |
| 10                                                     | Philadelphia Eagles                                    | NCE                                                    | 7                                                      | 9                                                      | 0                                                      | .438                                                   | 3 - 3                                                  | 4 - 8                                                  | 377                                                    | 430                                                    | -53                                                    | 45                                                     |
| 11                                                     | Saints de La Nouvelle-Orléans                          | NCS                                                    | 7                                                      | 9                                                      | 0                                                      | .438                                                   | 3 - 3                                                  | 5 - 7                                                  | 408                                                    | 476                                                    | -68                                                    | 51                                                     |
| 12                                                     | New York Giants                                        | NCE                                                    | 6                                                      | 10                                                     | 0                                                      | .375                                                   | 2 - 4                                                  | 4 - 8                                                  | 420                                                    | 442                                                    | -22                                                    | 47                                                     |
| 13                                                     | Chicago Bears                                          | NCE                                                    | 6                                                      | 10                                                     | 0                                                      | .375                                                   | 1 - 5                                                  | 3 - 9                                                  | 275                                                    | 374                                                    | -99                                                    | 26                                                     |
| 14                                                     | Tampa Bay Buccaneers                                   | NCS                                                    | 6                                                      | 10                                                     | 0                                                      | .375                                                   | 3 - 3                                                  | 5 - 7                                                  | 342                                                    | 417                                                    | -75                                                    | 37                                                     |
| 15                                                     | San Francisco 49ers                                    | NCW                                                    | 5                                                      | 11                                                     | 0                                                      | .313                                                   | 1 - 5                                                  | 4 - 8                                                  | 238                                                    | 387                                                    | -149                                                   | 24                                                     |
| 16                                                     | Dallas Cowboys                                         | NCE                                                    | 4                                                      | 12                                                     | 0                                                      | .250                                                   | 3 - 3                                                  | 3 - 9                                                  | 275                                                    | 374                                                    | -99                                                    | 26                                                     |
| Legendes                                               |                                                        |                                                        |                                                        |                                                        |                                                        |                                                        |                                                        |                                                        |                                                        |                                                        |                                                        |                                                        |
| y — Qualifié en wild card                              |                                                        |                                                        |                                                        |                                                        |                                                        |                                                        |                                                        |                                                        |                                                        |                                                        |                                                        |                                                        |
| x — Qualifié en playoff                                |                                                        |                                                        |                                                        |                                                        |                                                        |                                                        |                                                        |                                                        |                                                        |                                                        |                                                        |                                                        |
| z — Gagnant de division                                |                                                        |                                                        |                                                        |                                                        |                                                        |                                                        |                                                        |                                                        |                                                        |                                                        |                                                        |                                                        |
| * — Gagne l'avantage du terrain                        |                                                        |                                                        |                                                        |                                                        |                                                        |                                                        |                                                        |                                                        |                                                        |                                                        |                                                        |                                                        |